# Krystyna Kobylańska
Krystyna Kobylańska, née le 6 août 1925 à Brześć (Pologne) et morte le 30 janvier 2009 à Milanówek, est une musicologue polonaise et ancienne conservatrice du musée de la société Fryderyk Chopin de Varsovie (1951-1956).
En 1966 et 1967, elle vit à Paris et poursuit ses études Chopin au Centre national de la recherche scientifique.
En 1977 (révisé et traduit en allemand en 1979), elle a publié le Frédéric Chopin: Thematisch-bibliographisches Werkverzeichnis (connu sous le nom Kobylańska Katalog ou KK), catalogue thématique complet et définitif de toutes les œuvres musicales de Frédéric Chopin.
En plus du catalogue des œuvres de Chopin, elle publie des articles et sa correspondance.

## Publications
- (de) Krystyna Kobylańska (trad. du polonais par Helmut Stolze), Chopin : Thematisch-Bibliographisches Werkverzeichnis [« Rękopisy utworów Chopina katalog »], Munich, Henle, 1979, XXII-362 p. (ISBN 978-3-87328-029-8, ISMN 979-0-2018-2202-0, OCLC 843514847, BNF 43075987, présentation en ligne)
- Korespondencję Chopina z rodziną [Correspondance avec sa famille] (Varsovie, 1972)
- Korespondencję Chopina z George Sand i jej dziećmi, 2 tomes (Varsovie, 1981)